# 96 Водолея
96 Водолея (лат. 96 Aquarii), HD 219877 — кратная звезда в созвездии Водолея на расстоянии приблизительно 113 световых лет (около 35 парсеков) от Солнца. Видимая звёздная величина звезды — +8,62m. Возраст звезды оценивается как около 949 млн лет.

## Характеристики
Первый компонент — жёлто-белая звезда спектрального класса F4VFe-0,4 или F3V. Масса — около 1,32 солнечной, радиус — около 1,77 солнечного, светимость — около 5,82 солнечных. Эффективная температура — около 6813 К.
Масса второго компонента — более 0,76 солнечной. Орбитальный период — около 21,237 суток.
Третий компонент — красный карлик спектрального класса M3V. Масса — около 0,4 солнечной. Эффективная температура — около 4037 К. Удалён на 10,6 угловых секунд. Орбитальный период — около 659,9 суток (1,8067 года).
Масса четвёртого компонента — более 0,15 солнечной. Удалён на 0,045 угловой секунды.